# Флаш
«Флаш: Біографічний нарис» (англ. Flush: A Biography) — книга англійської письменниці Вірджинії Вулф.

## Історія створення
Вулф написала «Флаш» 1933 року, після складної роботи над біографією свого друга Роджера Фрая. Історія життя кокер-спанієля поетеси Елізабет Браунінг — пародія на роман-виховання. Однак за допомогою цього жартівливого роману Вулф знайомила читача з життям Елізабет і Роберта Браунінгів — поетів англійського романтизму.
Працюючи над «Флашем», Вулф використовувала листування подружжя Браунінгів, листи Елізабет, видані її другом Фредеріком Кеньоном, її ж листи до Генгіста Горна (видані Леонардом Хакслі) та сестри, а також першої власниці Флаша — письменниці й поетеси Мері Рассел Митфорд.
Письменниця забезпечила біографію Флаша докладними коментарями, в які включила свої міркування (згадуючи також домашніх улюбленців Карлайла та Байрона) про вплив духу епохи, філософії та поезії господарів на поведінку собак.
Своєму собаці Елізабет Баррет Браунінг присвятила два вірші: «Флашу, моєму собаці» та «Флаш, або Фавн».

## Сюжет
Молодий спанієль Флаш подарований міс Баррет її подругою міс Мітфорд. Разом зі своєю господинею Флаш живе в будинку батька Елізабет на Вімпол-стріт. Він стає свідком роману міс Баррет і Роберта Браунінга. Флаша викрадають лондонські волоцюги і міс Баррет викуповує його. Елізабет, залишаючи батьківський дім після таємного одруження, забирає з собою Флаша. Той із Браунінгами їде до Італії, де вмирає, доживши до «прекрасної старості», і знаходить свій останній притулок під флорентійським будинком Браунінгів Casa Guidi.

## Переклад українською
- Вірджинія Вулф. Флаш. — К. : O.K. Publishing, 2017. — 176 с. — ISBN 978-966-97686-0-5.. Переклала Наталія Семенів.